# Chiesa di San Matteo (Genova)
La chiesa di San Matteo è un edificio religioso cattolico del centro storico di Genova, situato in piazza San Matteo, nel quartiere del Molo. La sua comunità parrocchiale fa parte del vicariato "Centro Est" dell'arcidiocesi di Genova.
Si affaccia sull'omonima piazza, che nel Medioevo era il centro dell'insediamento della famiglia Doria, e rappresenta forse l'angolo meglio conservato della Genova medioevale. La chiesa è formalmente ancora oggi abbazia dei Doria.

## Storia

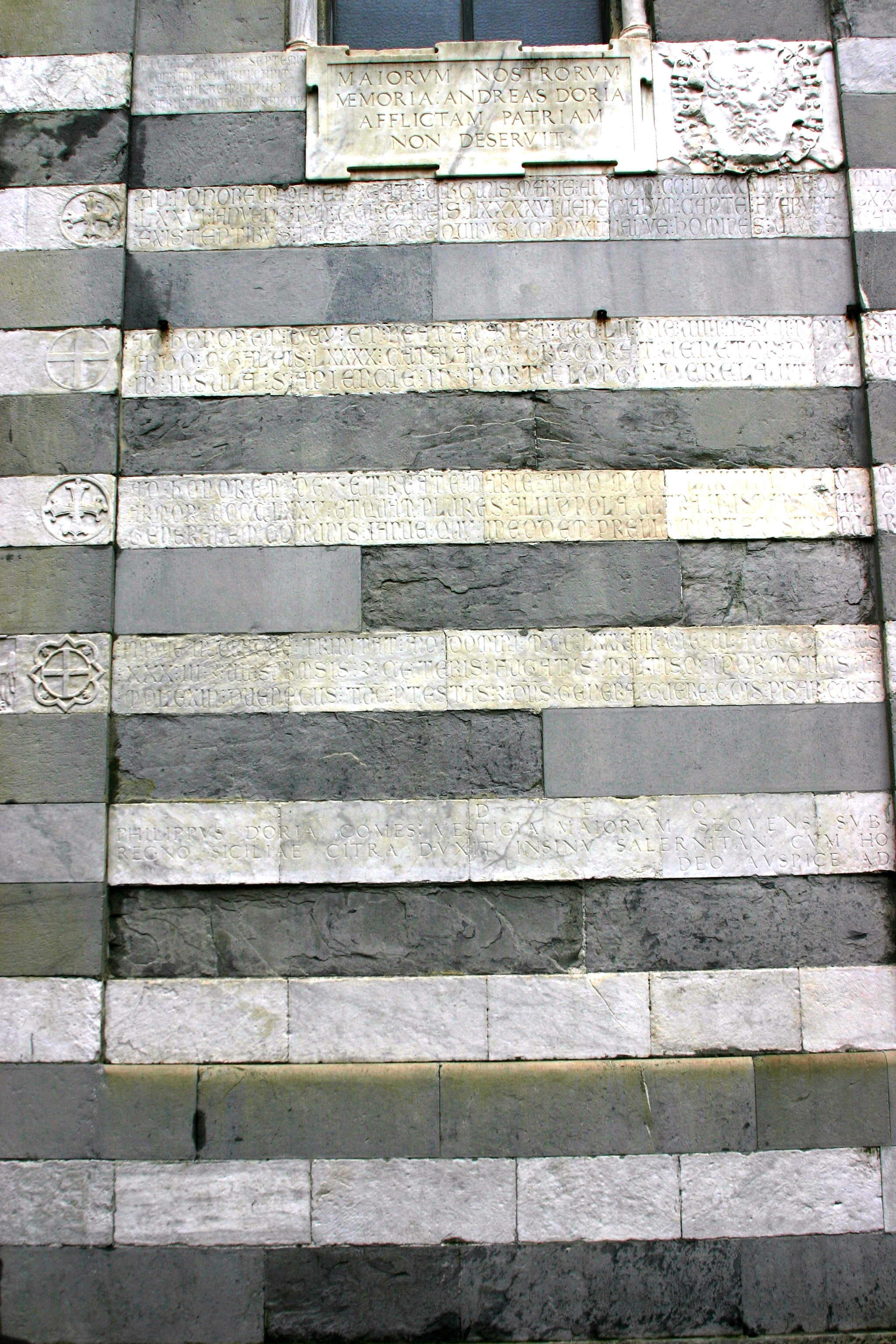
Particolare delle iscrizioni sulla facciata, con le gesta di alcuni componenti della famiglia Doria

### Origini
La chiesa di San Matteo fu fondata nel 1125 da Martino Doria come chiesa gentilizia della propria famiglia.
Martino Doria, entrato nei frati benedettini dell'abbazia di San Fruttuoso di Capodimonte dopo essere rimasto vedovo, ottenne dal vescovo Sigifredo di poter costruire una piccola chiesa su terreni di proprietà della famiglia nei pressi della cattedrale di San Lorenzo.
L'intitolazione della nuova chiesa a San Matteo era legata alla sua professione di gabelliere, proprio come i Doria, che pertanto ne fecero il loro patrono.
La chiesa, in stile romanico, fu consacrata nel 1132 dal vescovo Siro II alla presenza di papa Innocenzo II; fu inizialmente un priorato dipendente dall'abbazia di San Fruttuoso di Capodimonte, mentre il giuspatronato ed il diritto parrocchiale dei Doria, anche se di fatto esercitati fin dalle origini, sarebbero stati sanciti ufficialmente solo nel 1413 con due bolle di Giovanni XXIII.

### La ricostruzione del XIII secolo
La chiesa venne completamente ricostruita nel 1278, arretrandone la facciata rispetto alla precedente chiesa romanica. La nuova chiesa, in stile gotico, più grande della precedente, venne realizzata nello stesso stile dei palazzi della famiglia, con i quali è direttamente collegata e dei quali riprende le arcate ogivali e il paramento a strisce bianche e nere, realizzato alternando marmo bianco e pietra di Promontorio; a sottolineare il suo ruolo di centro prestigioso della consorteria sulle liste di marmo bianco sono descritte le imprese della famiglia Doria. Infine tra il 1308 e il 1310 fu realizzato il chiostro, a sinistra della chiesa, dietro al palazzo di Branca Doria.
La nuova piazza creata dall'arretramento della chiesa venne ad assumere forma quadrata, mostrando con ciò una volontà di maggiore razionalizzazione dello spazio disponibile. Inoltre, arretrando la chiesa, data la pendenza del terreno, essa venne a trovarsi sopraelevata rispetto alla piazza; quindi la sua facciata, benché di altezza minore rispetto ai palazzi circostanti, non sfigura in mezzo ad essi.

### La ristrutturazione del XVI secolo

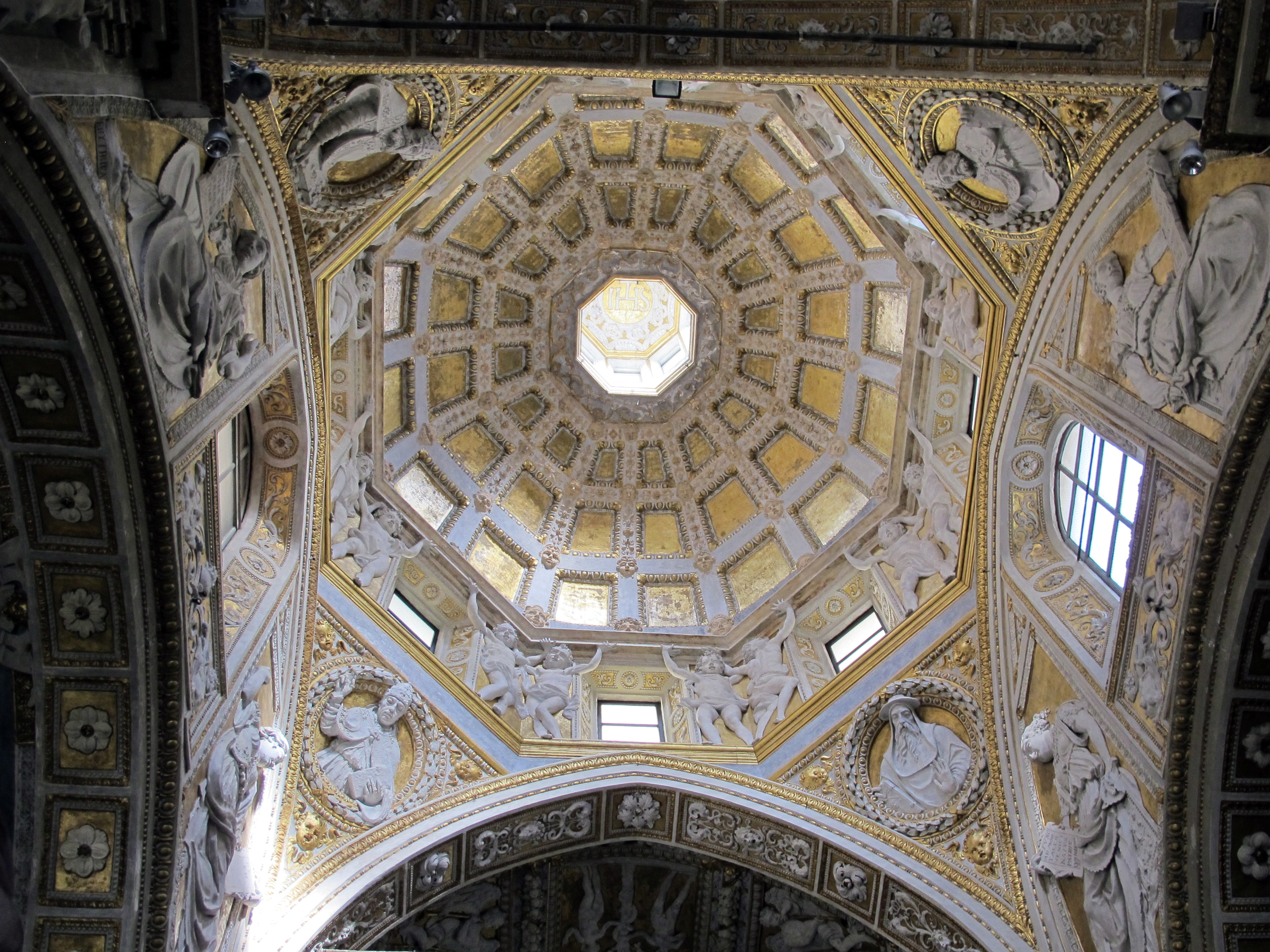
Interno della cupola, con gli stucchi cinquecenteschi del Montorsoli

L'edificio fu rinnovato a metà del XVI secolo per volere di Andrea Doria: tra il 1543 e il 1547 Giovanni Angelo Montorsoli provvide alla ristrutturazione e decorazione del presbiterio e della cupola ed alla realizzazione della sottostante cripta, poi tra il 1557 e il 1559 su progetto di Giovan Battista Castello vennero radicalmente modificate le navate e, con la collaborazione di Luca Cambiaso, fu realizzata la decorazione, raffigurante episodi della vita di San Matteo.
Questi lavori trasformarono radicalmente l'interno della chiesa, determinando la scomparsa dell'originario impianto gotico, con una commistione tra i superstiti elementi gotici ed elementi rinascimentali ed eliminando lo jubé tra le navate e il transetto.
Da allora la chiesa non ebbe a subire cambiamenti significativi. A più riprese vennero condotti lavori di sistemazione e manutenzione, senza modificare sostanzialmente né le strutture murarie né le decorazioni interne. L'ultimo completamento della decorazione furono gli otto busti di Apostoli realizzati da Nicolò Traverso intorno al 1822.
Dal 1910 al 1930 con la sistemazione della piazza vennero restaurati il chiostro e la facciata. Nel 1935 fu modificata la scalinata d'accesso al piazzale, mentre in occasione delle celebrazioni colombiane del 1992 venne rifatta la copertura.

## Descrizione

### Esterno

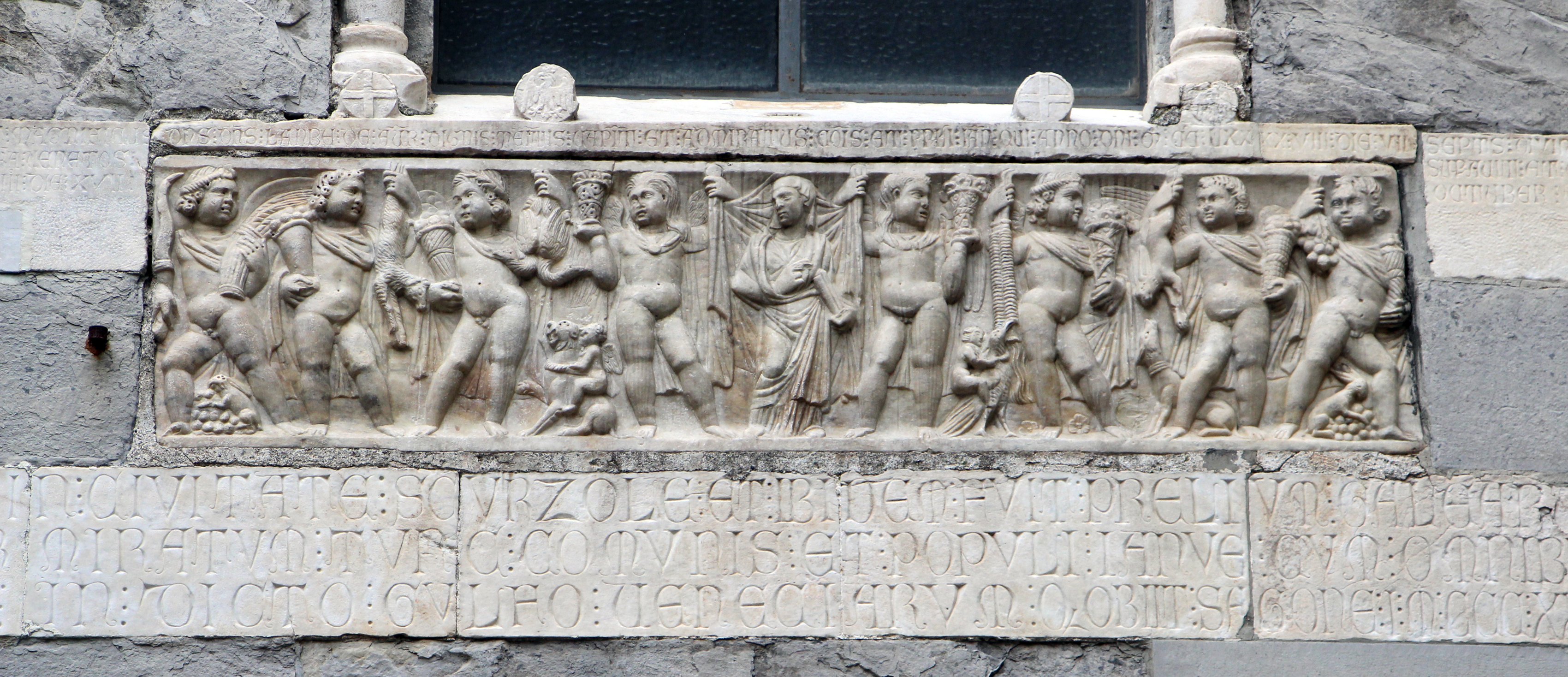
Sarcofago con Allegoria dell'autunno

Della sistemazione gotica si è conservata intatta la facciata a strisce bianche (marmo) e nere (pietra di Promontorio), tripartita da due lesene incorniciate da archetti; il paramento bicromo è arricchito da un grande rosone centrale e da due larghe monofore ai lati. Nel prospetto è inserito un sarcofago tardoromano (secondo l'uso locale, attestato anche nella cattedrale di San Lorenzo) con Allegoria dell'autunno, già sepoltura di Lamba Doria, che lo aveva portato da Curzola (Dalmazia). Le liste di marmo bianco sono ricche di iscrizioni che esaltano le gesta di alcuni componenti della famiglia Doria. Nella lunetta sopra al portale d'ingresso è inserito un mosaico medioevale raffigurante S. Matteo.

### Interno

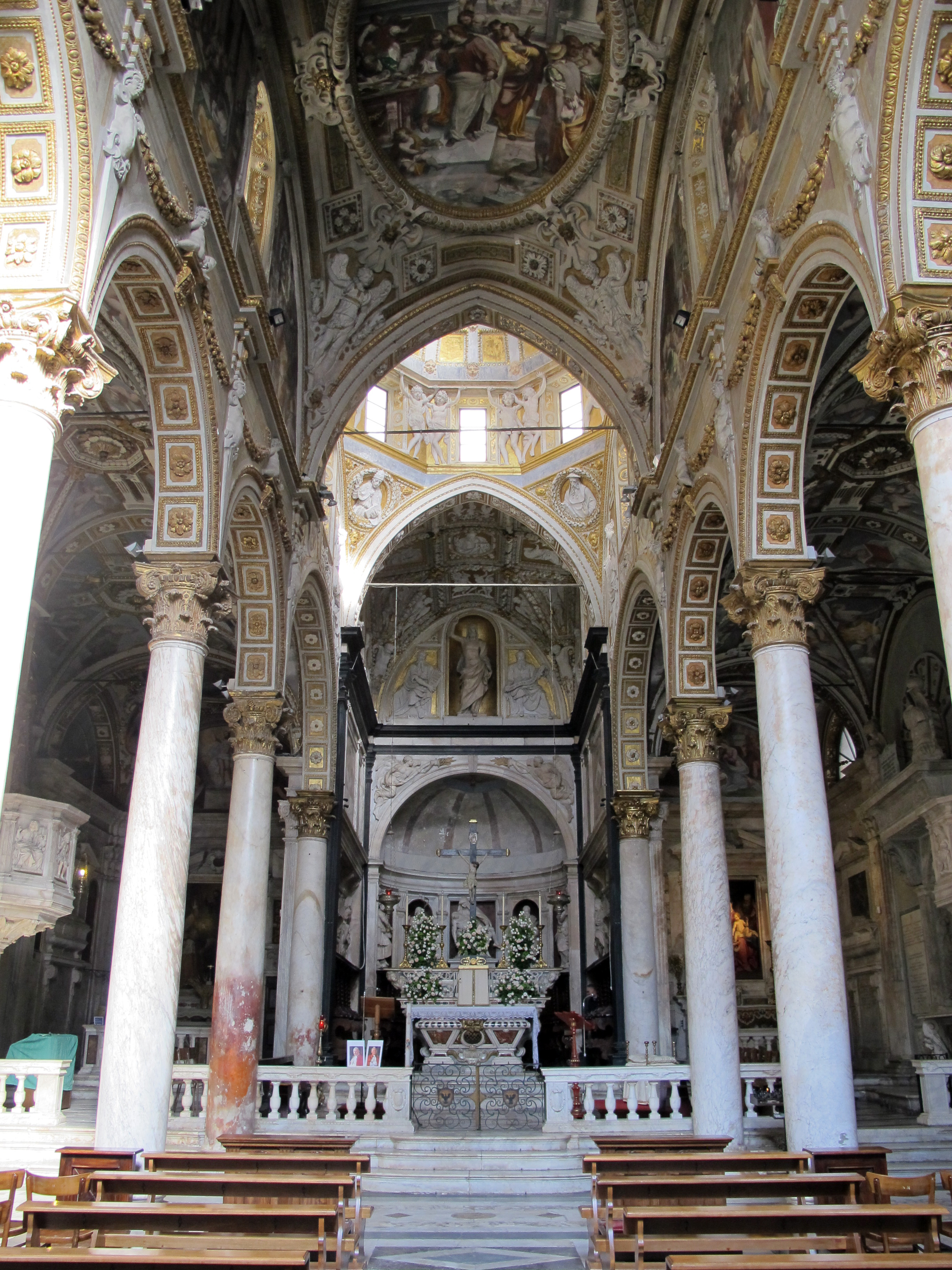
Interno

Con la ristrutturazione cinquecentesca l'interno, a tre navate, ha perso quasi completamente il carattere gotico originario, del quale restano solo i quattro archi ogivali alla base della cupola, sostenuti da due pilastri verso il presbiterio e due colonne verso le navate. La navata centrale è separata da quelle laterali da colonne. La cantoria, l'altare con trofei, i due pulpiti e le urne del presbiterio sono attribuiti a Silvio Cosini e Giovanni Angelo Montorsoli.
Tutte le decorazioni presenti sono riconducibili alla ristrutturazione cinquecentesca. Nella volta della navata centrale si trovano il Miracolo del dragone d'Etiopia di Luca Cambiaso e la Vocazione di San Matteo di Giovanni Battista Castello. Sull'altare alla destra del maggiore è collocato un dipinto della Sacra Famiglia con Sant'Anna di Bernardo Castello, del XVI secolo; in quello di sinistra, Cristo tra i Santi e i Donatori di Andrea Semino.
Alle pareti del presbiterio si trovano le arche in marmo dei santi Pelagio e Massimo, patroni di Cittanova, in Istria, le cui reliquie sarebbero state trasportate a Genova da Gaspare Spinola nel 1381.
Sotto all'altare maggiore è conservata una spada appartenuta al "Padre della Patria" Andrea Doria, donatagli secondo la tradizione dal pontefice Paolo III.
In una nicchia della navata sinistra si trova una Deposizione di Gesù nel sepolcro, scultura lignea policroma di Anton Maria Maragliano, mentre le statue nelle nicchie dell'abside (Pietà, di ispirazione michelangiolesca, Davide, Geremia, San Giovanni Battista e Sant'Andrea) sono opera del Montorsoli, al quale si deve anche la cripta sotto il coro, con la volta in stucchi dorati, alla quale si accede per una scala in marmo, che ospita la tomba di Andrea Doria, anch'essa opera dello stesso artista. Nella chiesa si trovano anche le tombe di altri esponenti della famiglia Doria, tra cui Lamba Doria, vincitore di Curzola, Oberto, vincitore della Meloria, Luciano, artefice della vittoria nella battaglia di Pola, in cui egli stesso perse la vita, Filippino, Giannettino e Pagano.
Un tempo nella chiesa si conservava lo stendardo preso ad una galea pisana nella battaglia della Meloria del 6 agosto 1284, qui deposto da Oberto Doria ed ancora esistente nel XVII secolo.
Nella chiesa si trova un antico organo a canne barocco, costruito dall'organaro romano Antonio Alari nel 1773. Lo strumento, collocato sulla cantoria del transetto sinistro, è a trasmissione meccanica ed ha un'unica tastiera di 45 note con prima ottava scavezza ed una pedaliera a leggio scavezza di 13 pedali costantemente unita al manuale e sempre con il registro di Bassi 8' inserito; il 14º pedale non corrisponde a nessuna nota, ma al Tamburo. Il prospetto dello strumento è composto da 23 canne appartenenti al registro di principale 8' formanti un'unica cuspide e suddivise in tre campi da un elaborato intaglio dorato.

### Chiostro

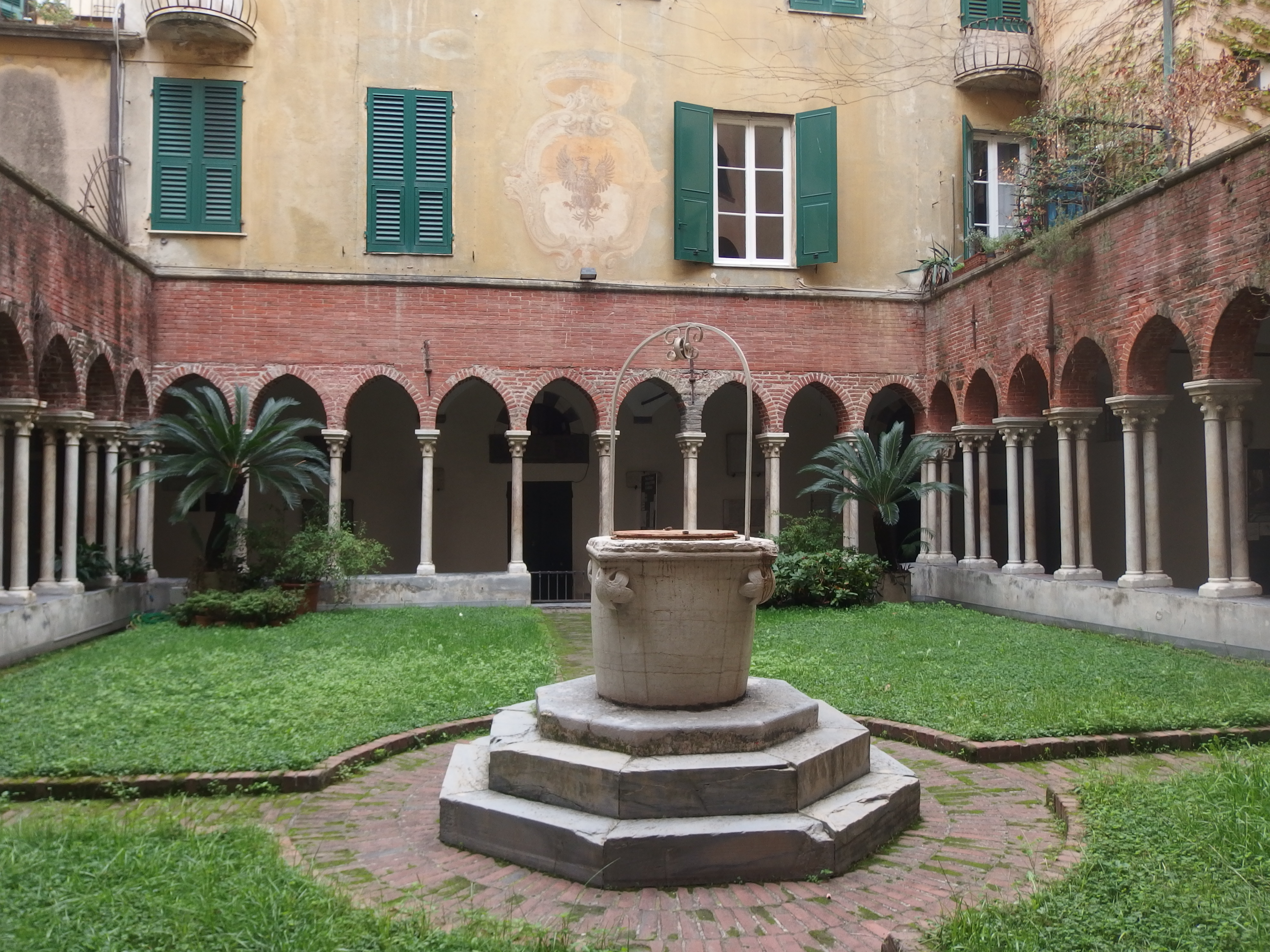
Il chiostro

Dalla piazza attraverso un arco sul lato sinistro della chiesa si accede al chiostro, racchiuso tra le facciate delle case adiacenti; di forma quadrangolare, con eleganti archi a sesto acuto in mattoni su colonnine binate, fu costruito tra il 1308 ed il 1310 ad opera di un "Magister Marcus Venetus" per volere del priore Andrea di Goano, come ricorda l'iscrizione su un capitello presso l'ingresso; al centro sorge un piccolo pozzo. Lungo le pareti del loggiato, numerose lapidi sepolcrali della famiglia Doria, in gran parte provenienti dalla demolita chiesa di S. Domenico, ed un'arca marmorea fatta costruire da Raffaello Doria nel 1356 per custodirvi i corpi dei santi Mauro ed Eleuterio, patroni di Parenzo, trafugati nel 1354 dalla cittadina istriana, alla quale furono restituiti nel 1934; dopo la restituzione delle reliquie, l'arca ormai vuota fu spostata dall'interno della chiesa al chiostro.
Dal 2004 l'antico chiostro è divenuto la sede dell'Ordine degli Architetti, Pianificatori, Paesaggisti e Conservatori di Genova.

## Galleria d'immagini

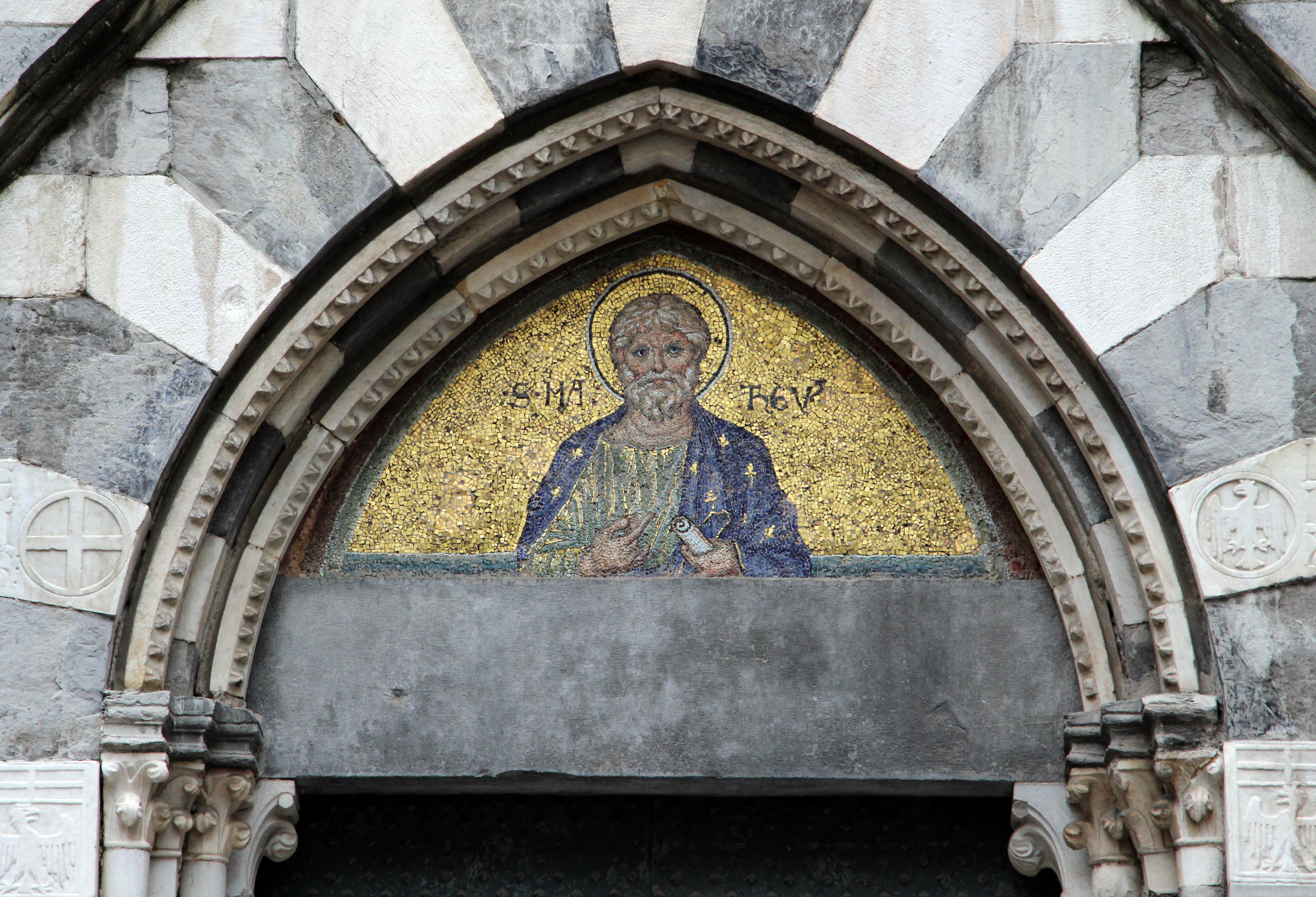
Lunetta musiva con San Matteo
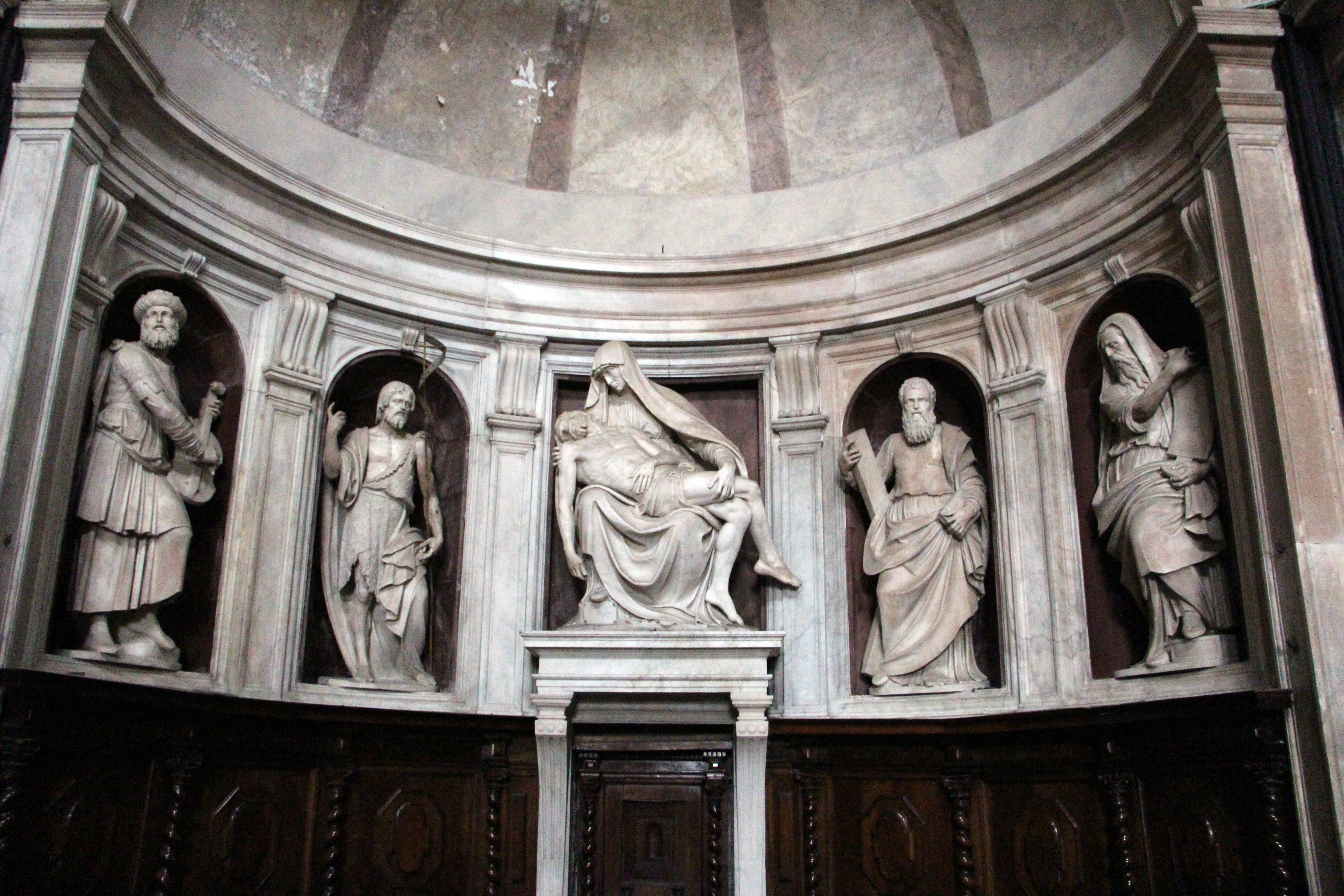
Abside con statue del Montorsoli
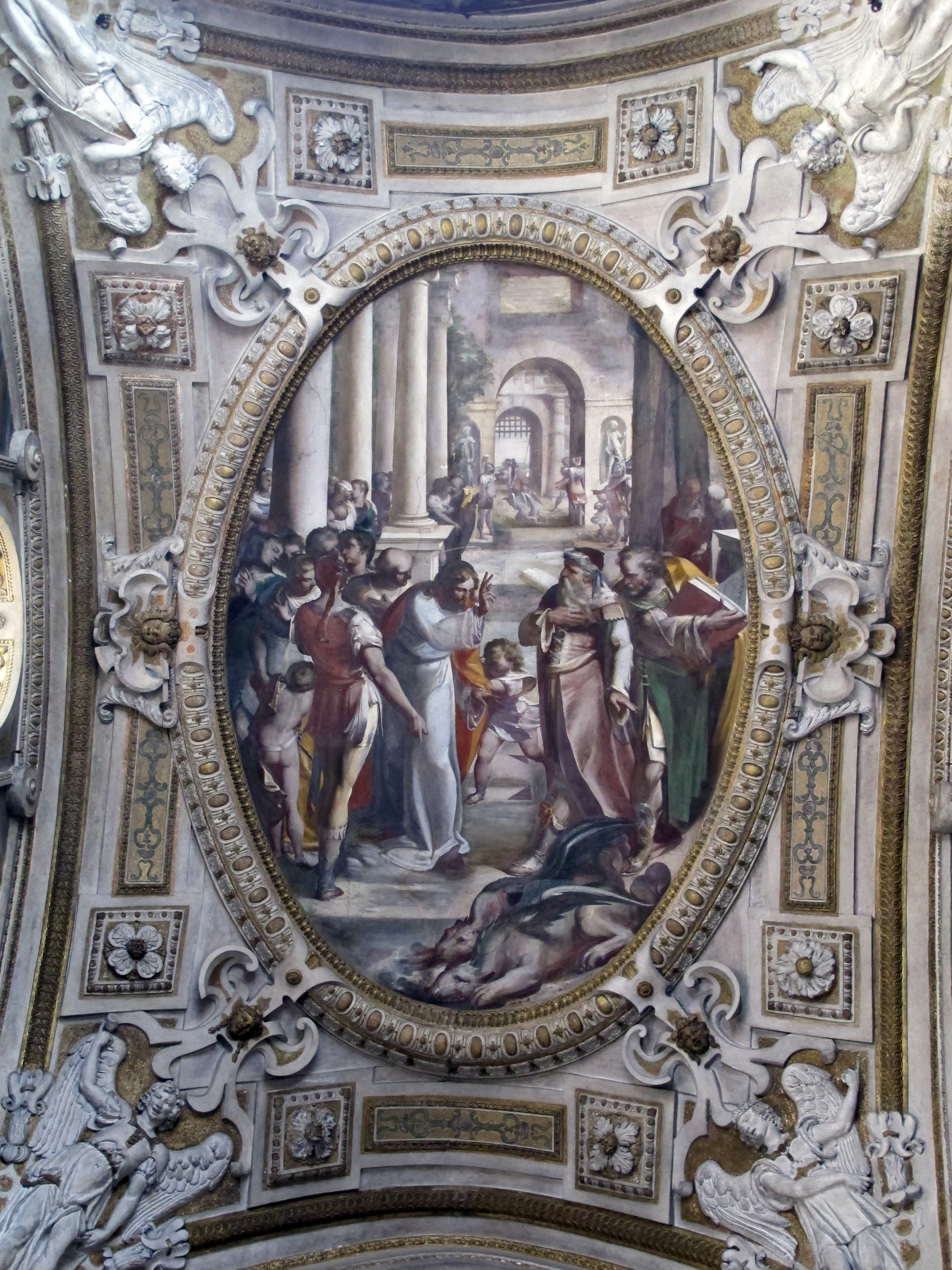
Miracolo dei draghi d'Etiopia di Luca Cambiaso
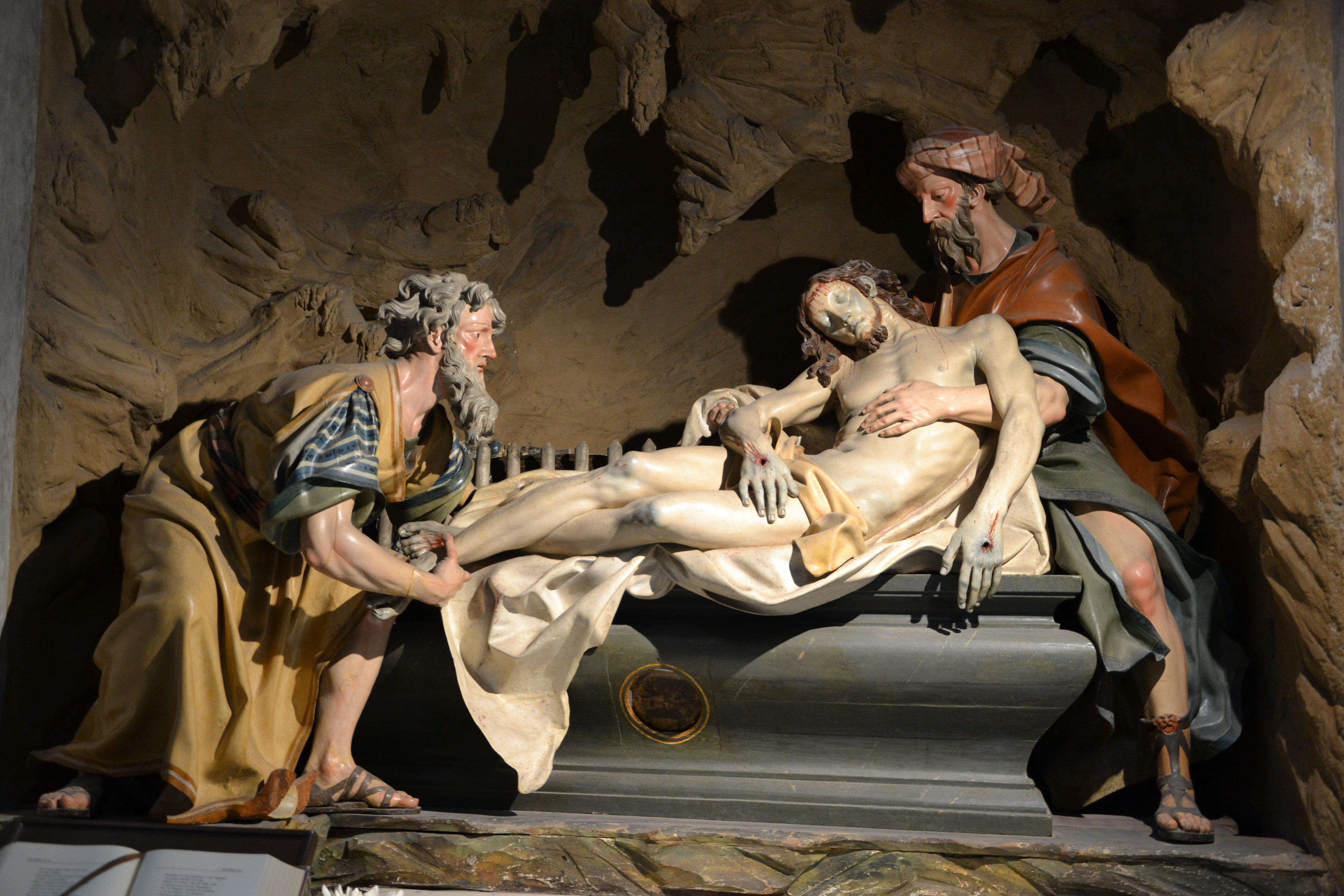
Pietà del Maragliano
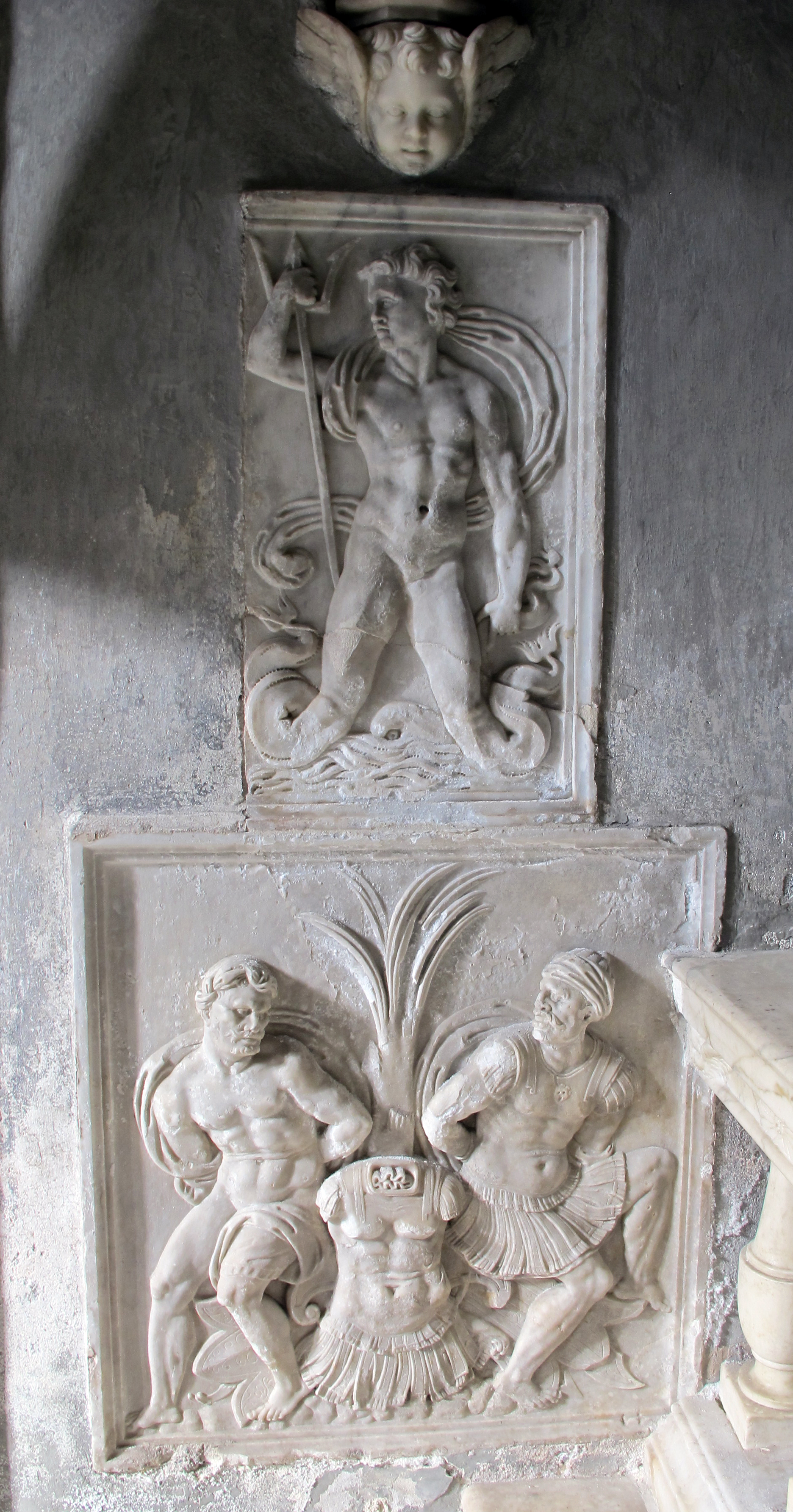
Rilievi di Silvio Cosini e del Montorsoli
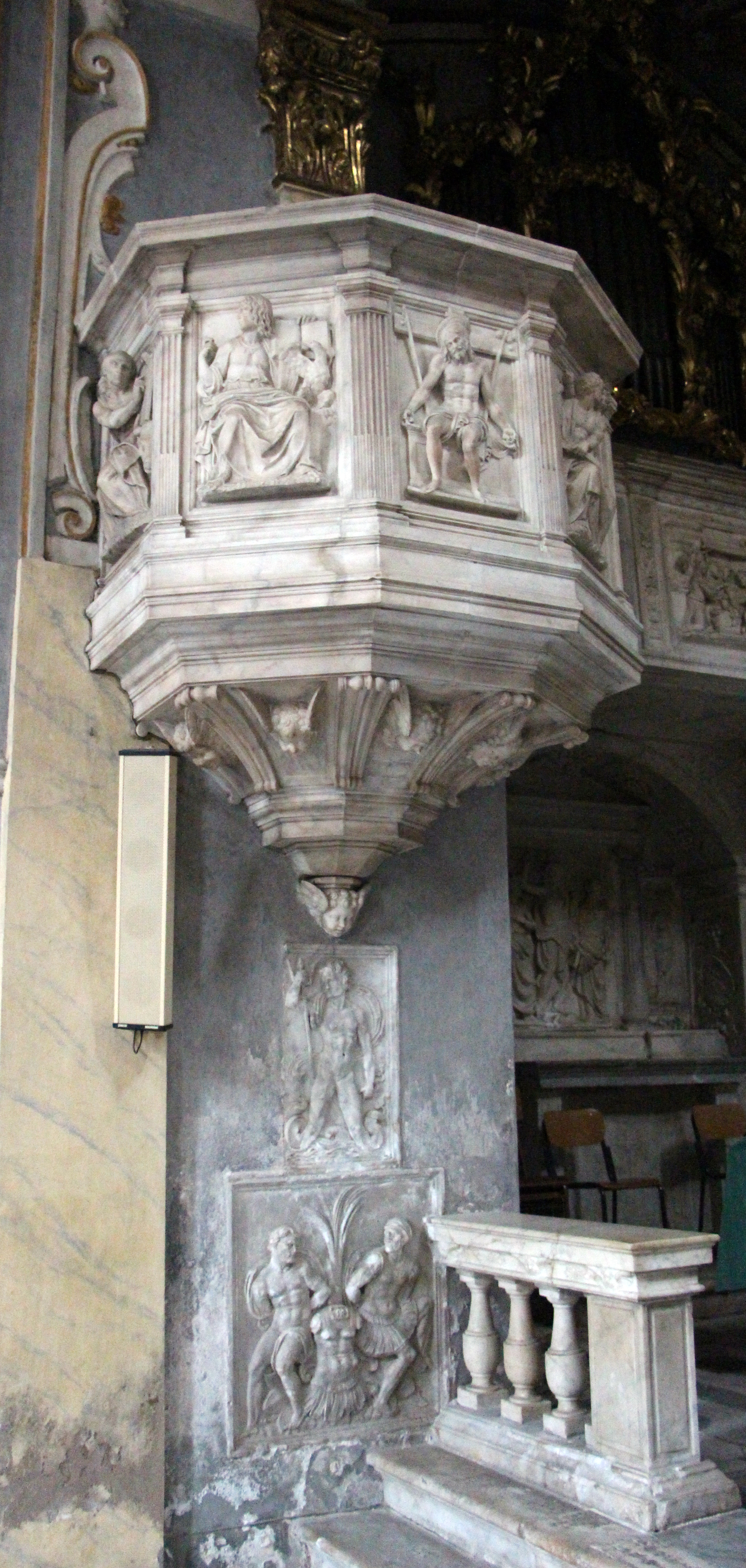
Pulpito di sinistra
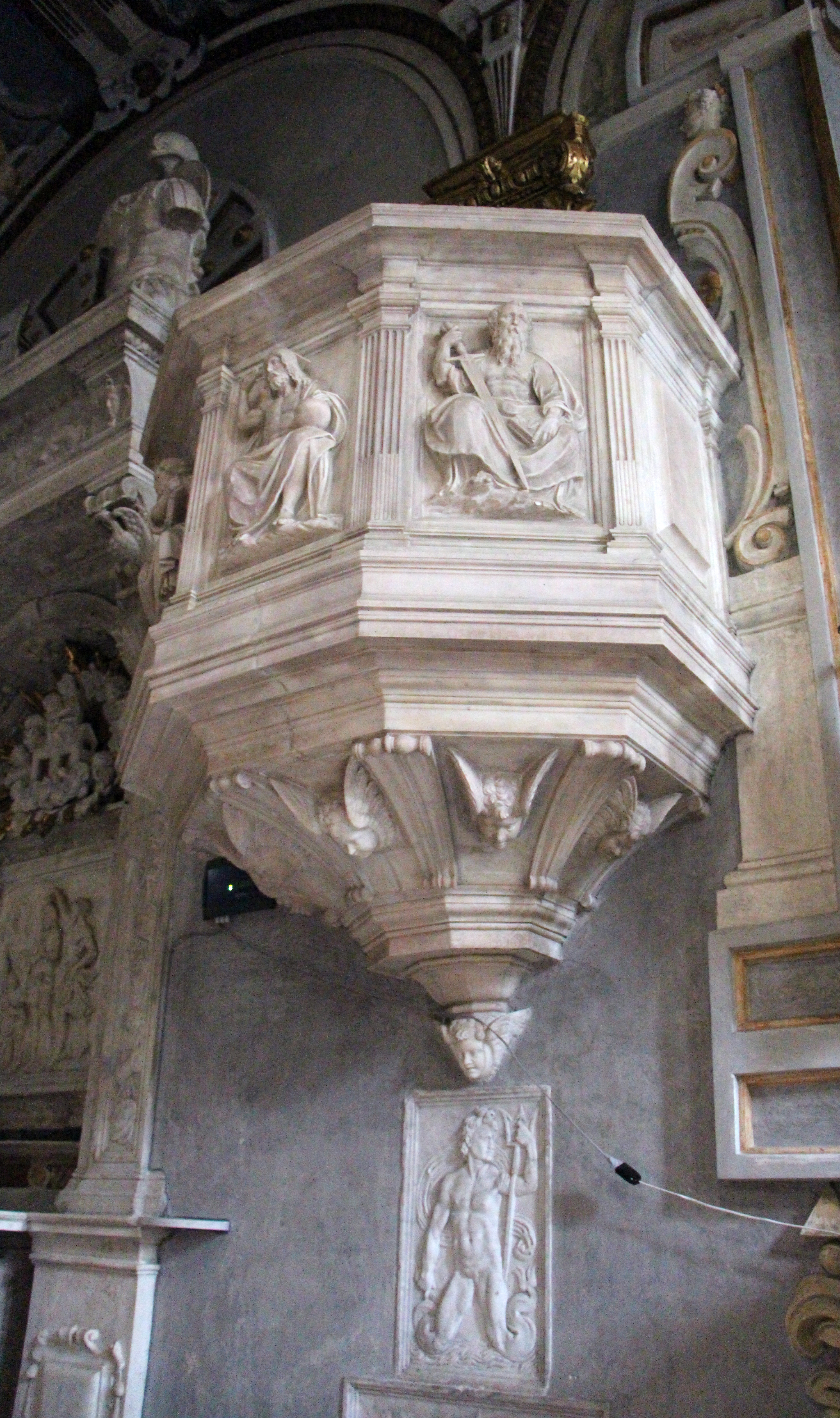
Pulpito di destra